# Corral Bluffs

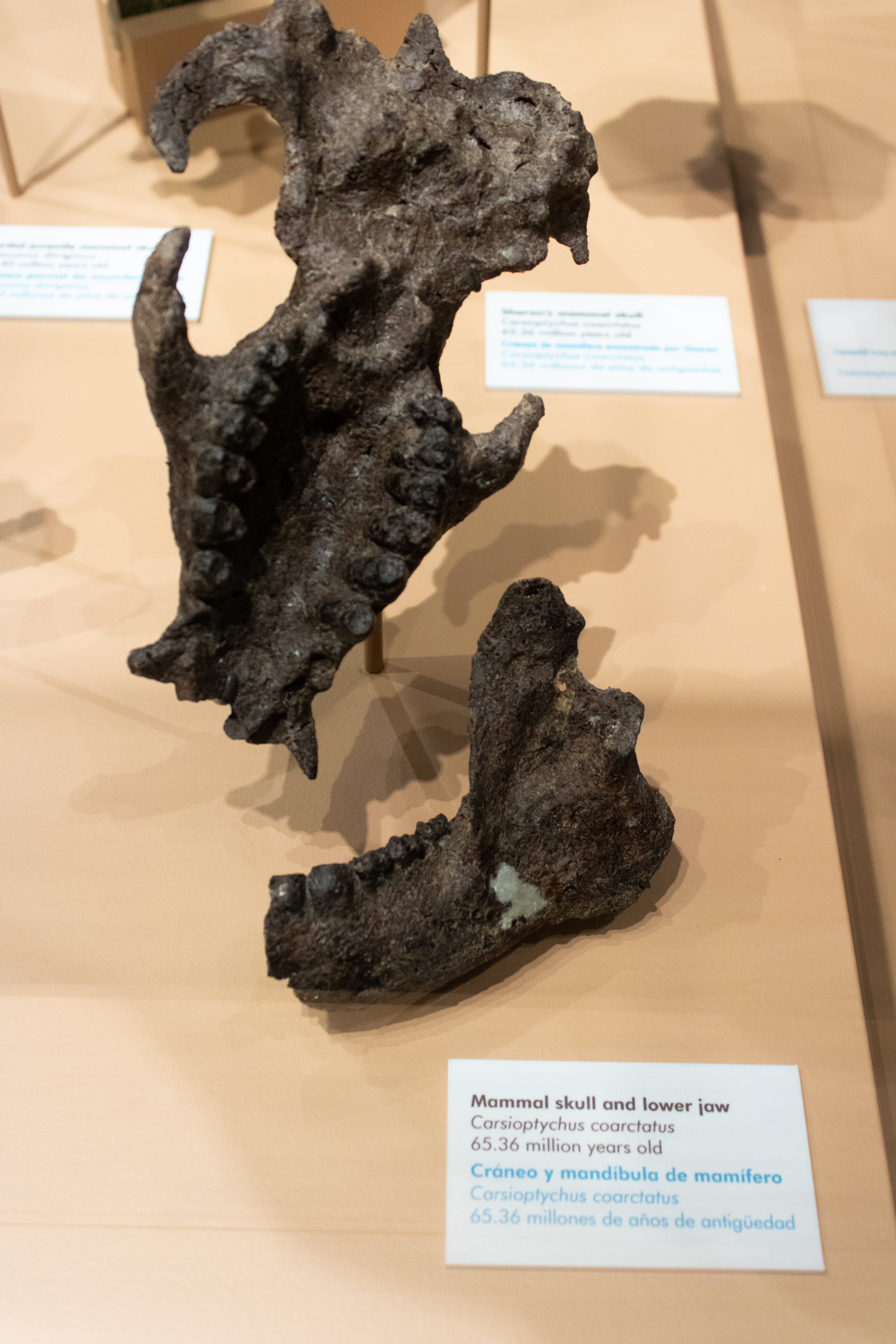
Schedel van Carsioptychus coarctatus in het Denver Museum of Nature and Science.

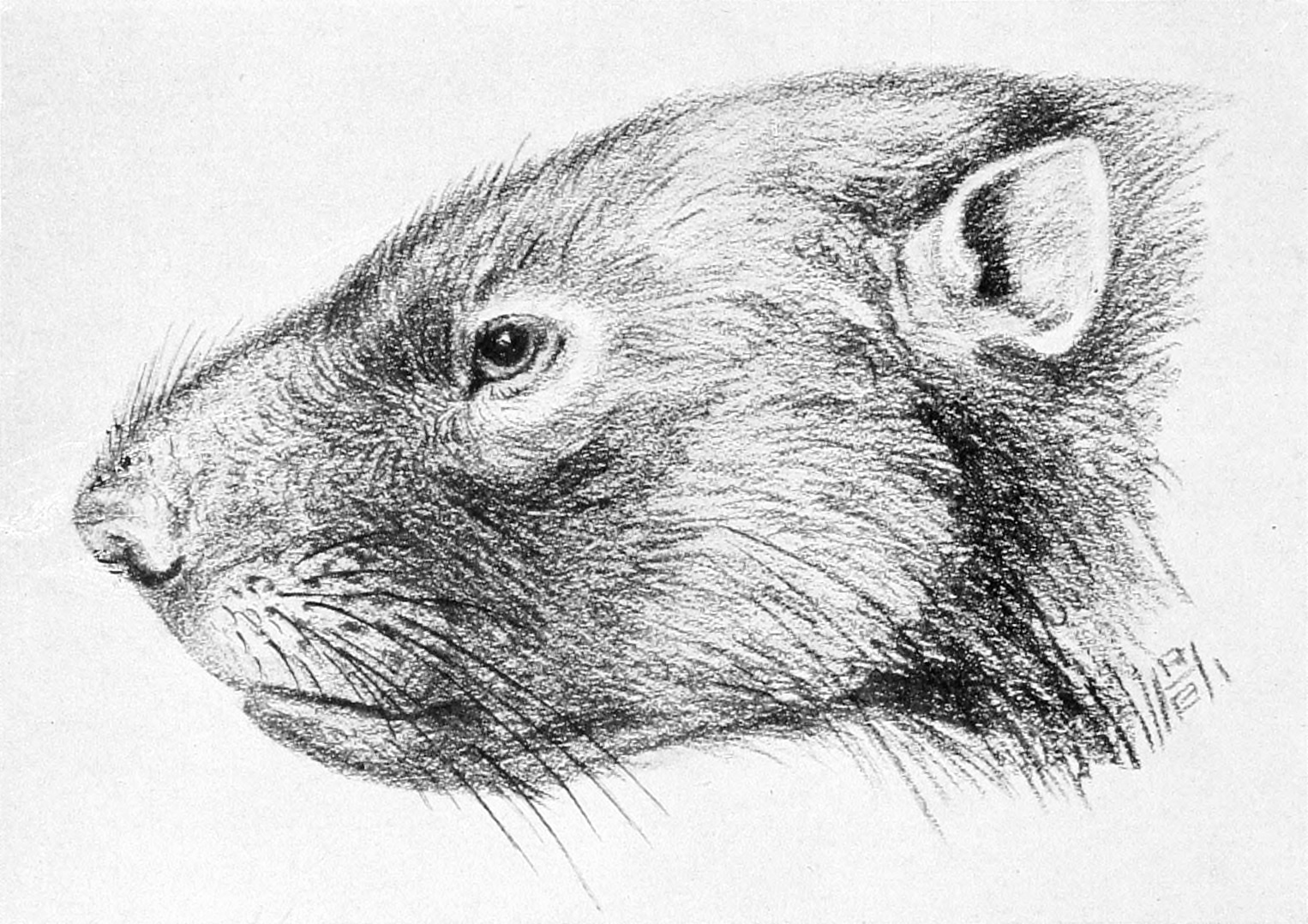
Reconstructie van Taeniolabis taoensis.

Corral Bluffs is een vindplaats van fossielen uit het eerste deel van het Paleoceen in het Denver-bekken in de Amerikaanse staat Colorado. De vondsten van Corral Bluffs tonen een samenhang tussen toename van lichaamsgrootte binnen de zoogdieren, de ontwikkeling van nieuwe groepen planten en periodes van opwarming van het klimaat in de eerste miljoen jaar na de massa-extinctie op de K-T-grens, 66 miljoen jaar geleden.

## Fossiele vondsten
De fossielen van Corral Bluffs dateren uit het Puercan, het eerste deel van het Paleoceen in Noord-Amerika. De eerste vondst werd in 2016 gedaan en na deze fossiele kaak volgden bijna duizend fosselen van reptielen en zoogdieren, ongeveer zesduizend fossiele bladeren en 37.000 gefossileerde pollen. Veel dierenfossielen zijn driedimensionaal bewaard gebleven in concreties van hydroxyapatiet, zoals schedels van zoogdieren, krokodillen en schildpadden en schilden van schildpadden. De opgravingen werden geleid door Tyler Lyson.

## De herstellende wereld van Corral Bluffs
De verschillende afzettingen van Corral Bluffs tonen hoe de dieren en planten zich herstelden van de massa-extinctie op de K-T-grens. Duizend jaar na de inslag van de meteoriet bij Chicxulub had zich de "varenwereld" ontwikkeld. Varens maakten zeventig tot negentig procent van de flora uit. Varens zijn vaak de eerste planten na een grote bosbrand of vulkaanuitbarsting die in een gebied terugkeren. Een dergelijke "varenpiek" is ook van andere locaties bekend en de varens domineerden zo een wereld zonder bomen. Het grootste zoogdier destijds had het formaat van een rat met een gewicht van ongeveer 500 gram. De overlevers waren met name omnivoren met een neiging tot een insectivore leefwijze.
In de "palmenwereld" 100.000 jaar na de inslag hadden de zoogdieren zich hersteld tot het niveau van het Laat-Krijt wat betreft diversiteit, aantallen en grootte. De grootste zoogdieren hadden het formaat van een wasbeer met een gewicht van ongeveer 6 kg. Een voorbeeld hiervan zijn Baioconodon en Loxolophus uit de Arctocyonidae. 
De overgang van het Puercan-1 naar het Puercan-2 300.000 jaar na de inslag wordt gekenmerkt door het einde van de "palmenwereld". In de nieuwe "pecanwereld" verschenen de bomen uit de walnootfamilie (Juglandaceae) en waren de zoogdieren erg algemeen geworden. De grootste zoogdieren bereikten inmiddels het formaat van een Canadese bever met een gewicht van ongeveer 25 kg. Voorbeelden hiervan zijn de condylarthen Carsioptychus en Ectoconus uit de Periptychidae, behorend tot de eerste herbivoren.
Het ontstaan van de "peulvruchtenwereld" 700.000 jaar na de inslag vormt het begin van het Puercan-3 met het verschijnen van de eerste peulvruchten (Leguminosae) zoals bonen. De delen van deze planten vormden nieuwe eiwitrijke voedingsbronnen die er voor zorgden dat de zoogdieren nog groter konden worden. Ze bereikten het formaat van een wolf met een gewicht van ongeveer 45 kg en waren daarmee ongeveer honderd keer groter dan de ratachtige overlevers uit de "varenwereld". Voorbeelden zijn Eoconodon uit de Triisodontidae (circa 47 kg, vanaf 720.000 jaar na de inslag) en Taeniolabis uit de Taeniolabididae (circa 34 kg, vanaf 680.000 jaar na de inslag). 
Warme intervallen stimuleerden migratie en de ontwikkeling van nieuwe type planten en daarmee de groei en ontwikkeling van de zoogdieren. In de eerste miljoen jaar van het Paleoceen zijn er drie periodes van significante opwarming van het klimaat geweest, waarvan er zeker twee (300.000 en 700.000 jaar na de inslag) samenhingen met de genoemde veranderingen in de vegetatie en de toename in lichaamsgrootte van de zoogdieren. In de eerste 60.000 jaar na de inslag was de gemiddelde temperatuur 5,1° C hoger dan in het Laat-Krijt. Een tweede opwarming vond rond 300.000 jaar na de inslag plaats toen de temperatuur gedurende 30.000 jaar met 2,2° C steeg. Deze opwarming werd gevolgd door een stabiele fase gedurende 50.000 jaar en daarna een daling van de temperatuur met 3,0° C over 70.000 jaar. De derde opwarming trad 700.000 jaar na de inslag op met een stijging van de temperatuur van 2,9-3,2° C in 10.000 jaar.

## Diersoorten
- Zoogdieren:
  - Taeniolabididae: Taeniolabis taoensis
  - Periptychidae: Carsioptychus coarctatus, Conacodon entoconus, C. delphae, Ectoconus ditrigonus, Militocodon lydae, Oxyacodon
  - Triisodontidae: Eoconodon coryphaeus
  - Arctocyonidae: Desmatoclaenus cf. protogonioides, Loxolophus hyattianus, L. faulkneri, Oxyclaenus cf. cuspidatus

Tot de reptielen van Corral Bluffs behoren de anderhalf meter lange alligator cf. Navajosuchus en de verwante Wannaganosuchus, verschillende soorten schildpadden en hagedissen. 